# Карпове-Кріпенське
Ка́рпове-Крі́пенське — село в Україні, у Довжанській міській громаді Довжанського району Луганської області. Населення становить 992 осіб.
Знаходиться на тимчасово окупованій території України.

## Назва
Назва села складається з двох слів, які утворені від прізвища землевласника, полковника Юхима Леонтійовича Карпова, та найменування річки Кріпка (рос. Речка Крепкая).

## Географія
Географічні координати: 47°56' пн. ш. 39°35' сх. д. Часовий пояс — UTC+2. Загальна площа села — 90 км².
Село розташоване у східній частині Донбасу за 22 км від міста Довжанська. Найближча залізнична станція — Довжанська, за 19 км. Через село протікає річка Кріпка.

## Історія
Засноване в 1805 році як слобода Карпівка на річці Кріпенька. Територія заселена українськими та російськими селянами.
Станом на 1873 рік у селищі Нагольно-Тарасівської волості Міуського округу Області Війська Донського мешкало 523 особи, налічувалось 81 дворове господарство й 1 окремий будинок, у господарствах налічувалось 13 плугів, 45 коней, 60 пар волів, 340 овець.
За переписом 1897 року кількість мешканців зросла до 683 осіб (326 чоловічої статі та 357 — жіночої), з яких всі — православної віри.
Статус села з 1929 року.
У 1932—1933 роках Карпове-Кріпенське постраждало від Голодомору. У книзі «Врятована пам′ять. Голодомор 1932-33 років на Луганщині: свідчення очевидців» містяться спогади місцевого мешканця Круглова Володимира Костянтиновича (1925 року народження), який описує ті події так:

| «…Наша мама готувала сніданок — пекла коржі з потовченою дрібною картоплею у лушпинні з висівками. Раптом у хату заходить здоровенний чоловік — наш сусід Кирносов Василь Васильович, у якого була сім'я, більша за нашу, і всі вони вже були пухлі від голоду. Той сів біля столу, на якому стояла тарілка з коржами, і він так витріщився на неї, що мати, звернувши на це увагу, підсунула йому вже повну тарілку і запросила їсти пишки. Було видно, з якою жадібністю він спорожнив її, від чого ми, діти, побачивши порожню тарілку, почали плакати. […] Трохи посидівши, цей чоловік почав вставати, щоб іти додому. Але підвестися не зміг, тож мамі і мені довелося допомогти йому, а після того я по кучугурах довів його до їхньої хати. Згодом я почув, що цієї ж зими цей чоловік помер від голоду…»[4] |
У 1950-х роках до складу села увійшло село Виселок.
12 червня 2020 року, відповідно до Розпорядження Кабінету Міністрів України № 717-р «Про визначення адміністративних центрів та затвердження територій територіальних громад Луганської області», увійшло до складу Довжанської міської громади.
17 липня 2020 року, в результаті адміністративно-територіальної реформи та ліквідації  колишніх Довжанського (1938—2020) та Сорокинського районів, увійшло до складу новоутвореного Довжанського району.

## Населення

### Мова
Розподіл населення за рідною мовою за даними перепису 2001 року:
| Мова            | Кількість | Відсоток |
| --------------- | --------- | -------- |
| українська      | 876       | 88.31%   |
| російська       | 96        | 9.67%    |
| вірменська      | 12        | 1.21%    |
| інші/не вказали | 8         | 0.81%    |
| Усього          | 992       | 100%     |

За даними перепису 2001 року населення села становило 992 особи, з них 88,31 % зазначили рідною мову українську, 9,68 % — російську, а 2,01 % — іншу.

## Соціальна сфера
У селі діють загальноосвітня школа I—III ступенів (вул. Ювілейна, 6б), клуб і фельдшерсько-акушерський пункт.

## Економіка
Економічний сектор села представлений ПСП «Оптиміст» і ТОВ «Свердловський м'ясокомбінат».

## Пам'ятки
Поблизу Карпово-Кріпенського виявлено поселення епохи бронзи, поселення середньовіччя, могильник раннього середньовіччя, поселення пізнього середньовіччя, 9 курганних могильників з 29 курганами, 1 курган, що знаходиться окремо.
На території села знаходиться дві братські могили радянських воїнів, встановлено пам'ятний знак на честь воїнів-односельців, які загинули під час Другої світової війни, а також пам'ятний знак жертвам Голодомору 1932—1933 років в Україні.